# Pero vetustaria
Pero vetustaria är en fjärilsart som beskrevs av Walker 1866. Pero vetustaria ingår i släktet Pero och familjen mätare. Inga underarter finns listade i Catalogue of Life.